# Lilla Abborrasjön, Småland
Lilla Abborrasjön är en sjö i Gislaveds kommun i Småland och ingår i Nissans huvudavrinningsområde. Sjön har en area på 0,0537 kvadratkilometer och ligger 201 meter över havet.

## Delavrinningsområde
Lilla Abborrasjön ingår i det delavrinningsområde (637921-137292) som SMHI kallar för Mynnar i Nissan. Medelhöjden är 194 meter över havet och ytan är 8,93 kvadratkilometer. Det finns inga delavrinningsområden uppströms utan avrinningsområdet är högsta punkten. Mossebobäcken som avvattnar avrinningsområdet har biflödesordning 2, vilket innebär att vattnet flödar genom totalt 2 vattendrag innan det når havet efter 151 kilometer. Delavrinningsområdet består mestadels av skog (56 procent) och sankmarker (23 procent). Avrinningsområdet har 0,61 kvadratkilometer vattenytor vilket ger det en sjöprocent på 6,8 procent.